# Hermann Heller
Hermann Heller, född 17 juli 1891 i Teschen, österrikiska Schlesien, Österrike-Ungern, död 5 november 1933 i Madrid, var en tysk jurist av judisk börd och lärare i statsvetenskap. Han undervisade vid universiteten i Kiel, Leipzig, Berlin och Frankfurt am Main. I skriften Rechtsstaat oder Diktatur? (1930) myntade han begreppet social rättsstat ("sozialer Rechtsstaat"). 
Heller myntade också begreppet auktoritär liberalism, Han menade att man för att kunna försvara grundläggande överordnade principer så måste kunna sätta sig över folkliga beslut. Endel forskare har lunder senare tid lyft fram begreppet för att förstå exempelvis utvecklingen inom Europeiska unionen.
Heller var far till den svenska journalisten och författaren Cordelia Edvardson.